# Polythlipta distinguenda
Polythlipta distinguenda is een vlinder van de familie van de grasmotten (Crambidae). De wetenschappelijke naam van deze soort is voor het eerst voorgesteld door Karl Grünberg in een publicatie uit 1910.
De soort komt voor in Congo-Kinshasa en Oeganda.